# 大谷川 (日光市)

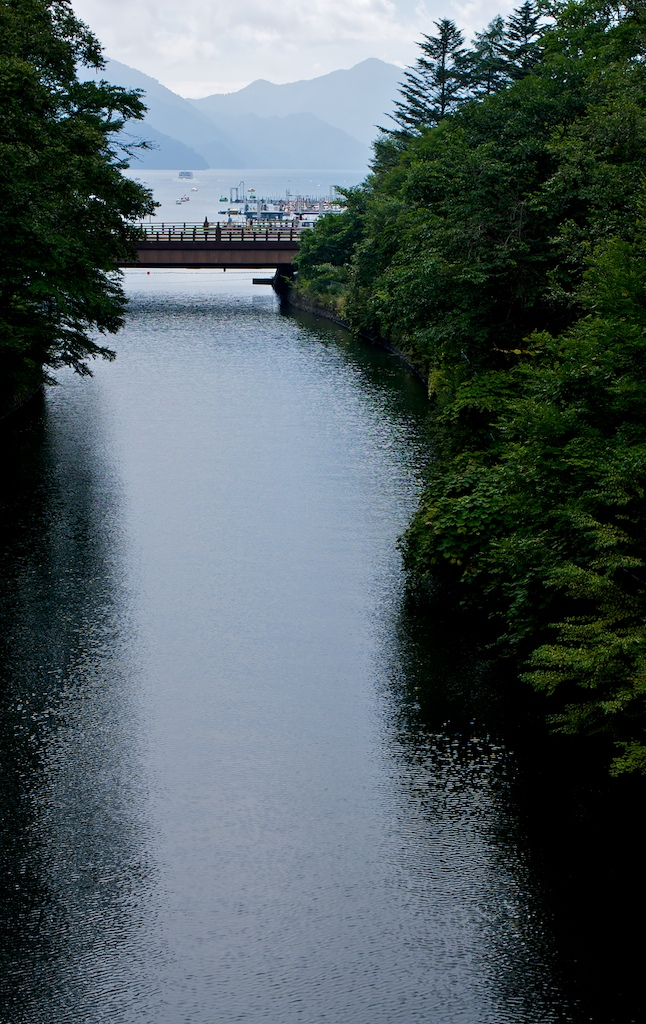
大谷川の水源付近。奥が中禅寺湖。

大谷川（だいやがわ）は、栃木県日光市を流れる利根川水系鬼怒川支流の一級河川である。

## 地理
栃木県日光市日光国立公園の中禅寺湖を発して華厳滝を落ち、日光市清滝付近で日光市内を東へ流れながら周囲の支流を集めて、日光市町谷で鬼怒川に合流する。
大谷川及びその支流には、華厳滝をはじめとして裏見滝、霧降の滝、寂光滝、白糸の滝など著名な滝が多くある。中禅寺湖から流出し500mほどで華厳滝となるが、その間は海尻川または大尻川と呼ばれており、また水量調節設備（中禅寺ダム）が設置されている
。
大谷川は急勾配の高低差を利用した発電が行われているが、男体山など周辺の山々からの脆い火山岩質の土砂流入のため多くの砂防堰堤が築かれている。特に女峰山直下の雲竜渓谷から流れ出る支流の稲荷川の土砂流入が多く、合流してからの下流域では河原を拡げた伏流水となって流量を減らす。普段は大きな礫が数多く転がる枯れ川同然の時もあるが、台風や大雨の際はこれらの瓦礫を巻き込んでしばしば増水する。1902年（明治35年）9月28日に関東地方を襲った台風（足尾台風）によって発生した洪水では、家屋が流され神橋が損壊するなどの甚大な被害を引き起こしている。JR日光駅付近の河原には、明治期に旧下野製麻（その後の帝国繊維）が架けた対岸の工場からの運搬専用橋の頑丈な石積みの橋脚が遺されている。

## 産業
中禅寺湖の標高は約1,270m、華厳滝直下で約1,170m、馬返しで約870m、日光駅前で約530m、今市駅近辺で約390mであり標高差が大きく中禅寺湖を水源とし水量が安定しているため上流部は古くから水力発電に利用されてきた。1893年（明治26年）10月には日光電力が水力発電所の日光発電所（出力30kW）の運転を開始し、日光地区に電気を供給した。1906年設立の古河鉱業日光電気精銅所の銅精錬やその後のアルミ精錬に利用され日本の工業近代化に貢献した。現在も約10ヶ所の水路式発電所が稼動している。また下流部は灌漑、上水道用に利用されている。

## 周辺
- 華厳滝
- いろは坂
- 東大附属植物園日光分園
- 日光東照宮

## 橋梁
- 中禅寺湖橋（栃木県道250号中宮祠足尾線）
- 二荒橋（国道120号）
- 華厳橋
- 栄橋（国道120号第一いろは坂）
- 幸橋（国道120号第一いろは坂）
- 大谷橋（国道120号第二いろは坂）
- 細尾大谷橋（国道122号）
- 和之代大谷橋（栃木県道277号小来川清滝線）
- 安良沢大橋（日光宇都宮道路）
- 大日橋
- 含満大谷橋
- 神橋
- 日光橋（国道119号）
- 霧降大橋（栃木県道169号栗山日光線）
- 水郷橋
- 大谷橋（国道121号）
- 大谷川橋梁（東武鬼怒川線）
- 並木大橋（国道461号）
- 大昭橋
- 開進橋（栃木県道279号大桑大沢線）
- 関の沢大橋

## 支流
- 荒沢
- 田母沢
- 稲荷川
- 志渡淵川
- 赤沢
- 鳴沢
- 丸見川
- 江戸川